# NGC 5748
NGC 5748 este o galaxie seyfert de tip 2⁠(d) situată în constelația Boarul. A fost descoperită în 14 iunie 1882 de către Édouard Stephan⁠(d).